# Coiliinae
Coiliinae – podrodzina ryb śledziokształtnych z rodziny sardelowatych (Engraulidae).

## Rozmieszczenie geograficzne
Do podrodziny należą gatunki występujące w Oceanie Indyjskim i zachodnim Oceanie Spokojnym, u wybrzeży Afryki Wschodniej, Azji Południowej i Australii.

## Systematyka
Do podrodziny należą następujące rodzaje:
- Coilia Gray, 1830
- Lycothrissa Günther, 1868 – jedynym przedstawicielem jest Lycothrissa crocodilus (Bleeker, 1850)
- Papuengraulis Munro, 1964 – jedynym przedstawicielem jest Papuengraulis micropinna Munro, 1964
- Setipinna Swainson, 1839
- Thryssa Cuvier, 1829